# Chrastavice
Chrastavice (deutsch Chrastawitz) ist eine Gemeinde in Tschechien. Sie liegt drei Kilometer nordöstlich von Domažlice und gehört zum Okres Domažlice.

## Geographie
Chrastavice befindet sich linksseitig über dem Tal des Baches Zubřina. Nördlich erhebt sich der Háj (Waldowaer Hay, 499 m). Durch den Ort führt die Straße II/183 zwischen Domažlice und Přeštice.

## Geschichte
Die erste urkundliche Erwähnung des Dorfes erfolgte im Jahre 1324. Bis 1623 gehörte das Dorf zu den Besitzungen der Stadt Domažlice.
Nach der Aufhebung der Patrimonialherrschaften bildete Chrastowitz/Chrástavice ab 1850 eine Gemeinde im Pilsner Kreis und Gerichtsbezirk Taus. Ab 1868 gehörte die Gemeinde zum Bezirk Taus.
Nach Ende des Zweiten Weltkrieges 1945 wurde in einem früheren Munitionslager in der Nähe des Ortes ein Internierungslager für Deutsche eingerichtet, in der zahlreiche Menschen starben. Zu den Todesopfern zähle der frühere Parlamentarier Georg Stangl.

## Gemeindegliederung
Für die Gemeinde Chrastavice sind keine Ortsteile ausgewiesen. Zu Chrastavice gehören die Einschichten Vodolenka (Worlowitzmühle), Spálený Mlýn und Byšensko (Bisansko).

## Sehenswürdigkeiten
- Kapelle der hl. Dreifaltigkeit, der neoromanische Bau wurde 1896–97 auf dem Terrain des verfüllten Dorfteiches erbaut
- Aussichtspunkt Chrastavice, nördlich des Dorfes; die hölzerne Plattform von 5 m Höhe entstand 2012 im Rahmen des deutsch-tschechischen Projektes Vyhlídková místa na Domažlicku[3]
- Bronzezeitliche Hügelgräber